# برايان رانسوم
برايان رانسوم هو سياسي كندي، ولد في 6 يونيو 1940. انتخب عضو المجلس التنفيذي لمانيتوبا ‏.